# Museo nazionale Taras Ševčenko
Il Museo nazionale Taras Ševčenko (in ucraino Національний музей Тараса Шевченка?; in russo Национальный музей Тараса Шевченко?) è un museo statale che si trova a Kiev nella omonima oblast' dell'Ucraina. Raccoglie lavori e reperti legati alla vita di Taras Hryhorovyč Ševčenko.

## Storia

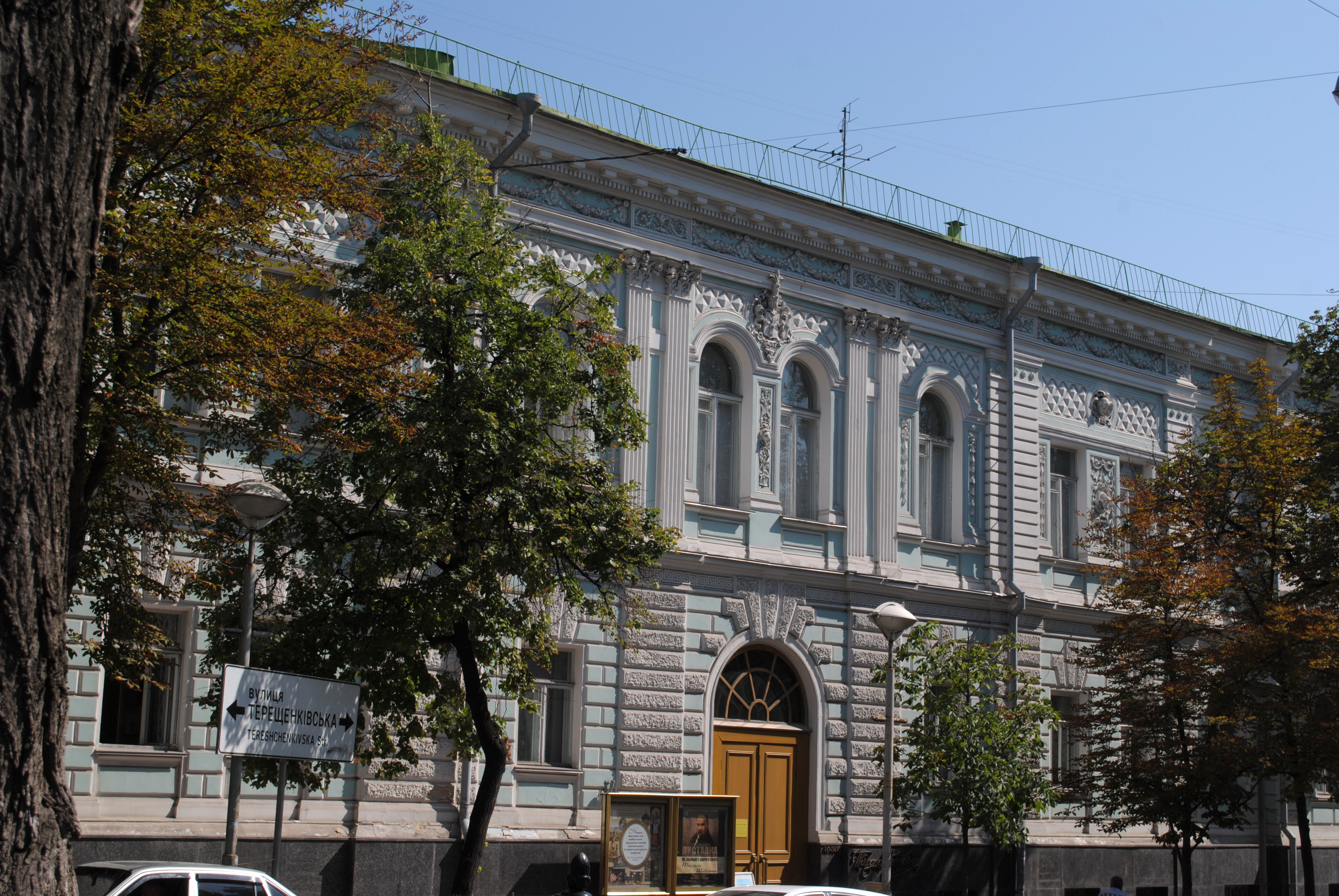
Portale principale del museo

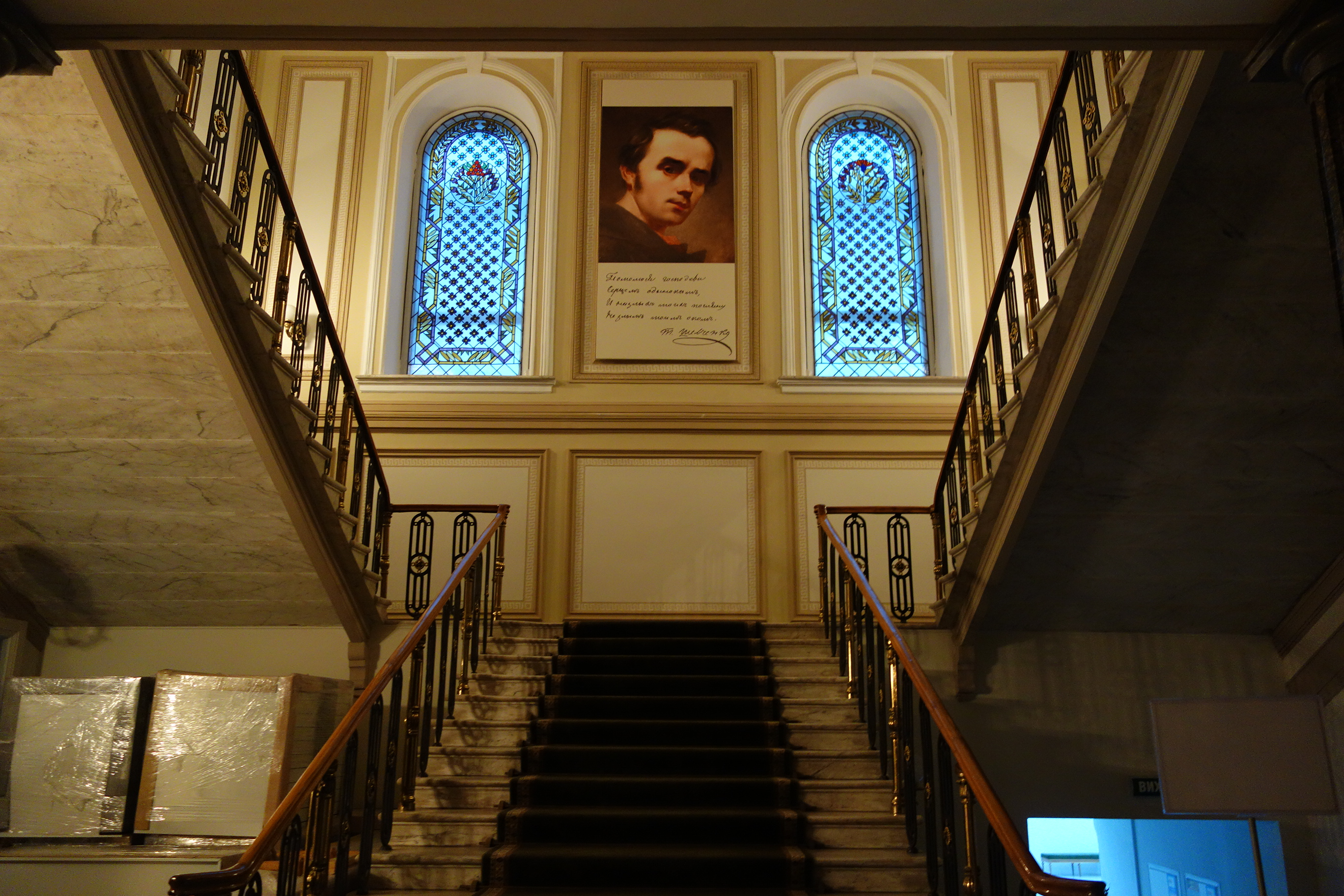
Scalone interno

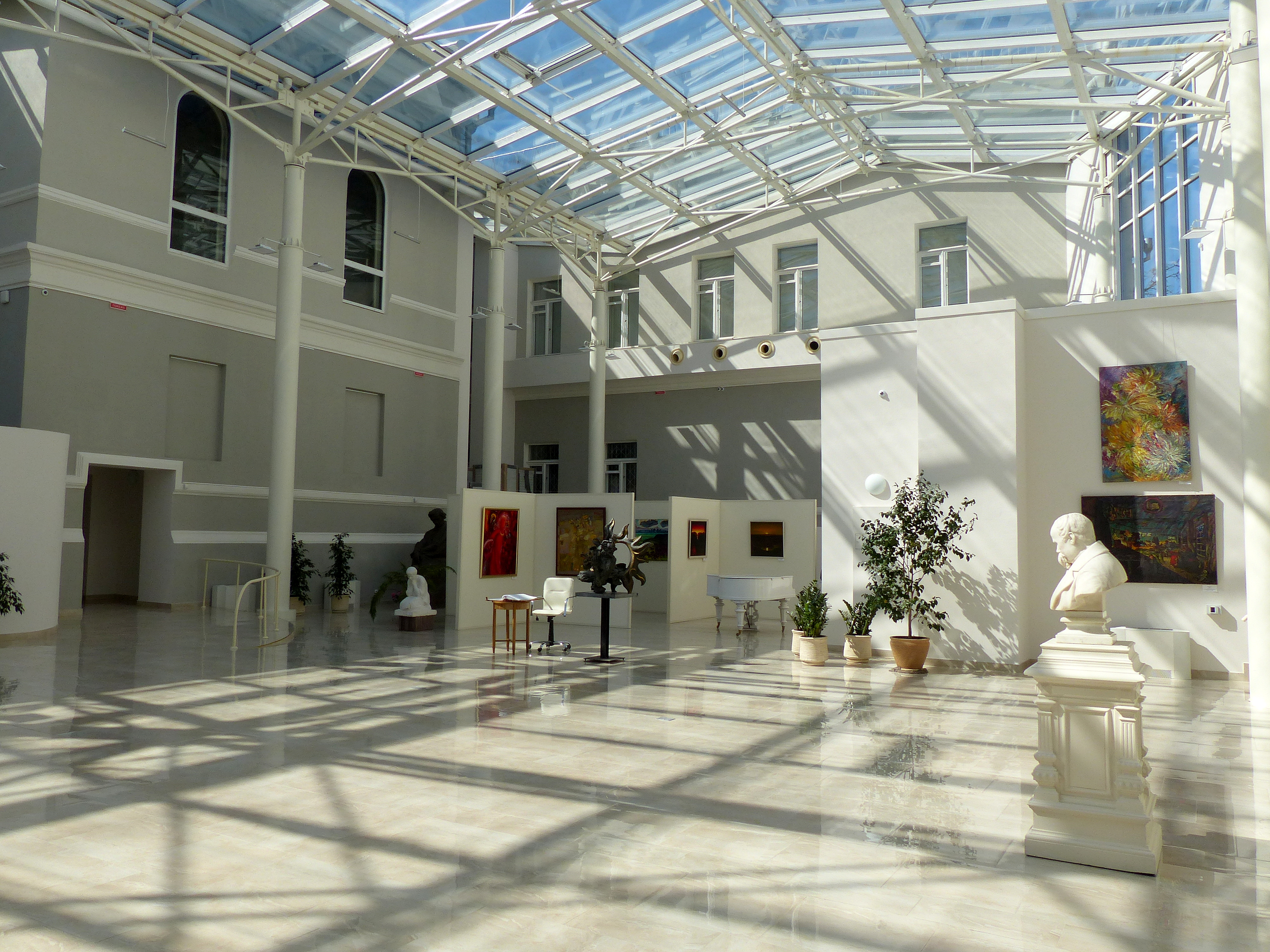
Salone superiore

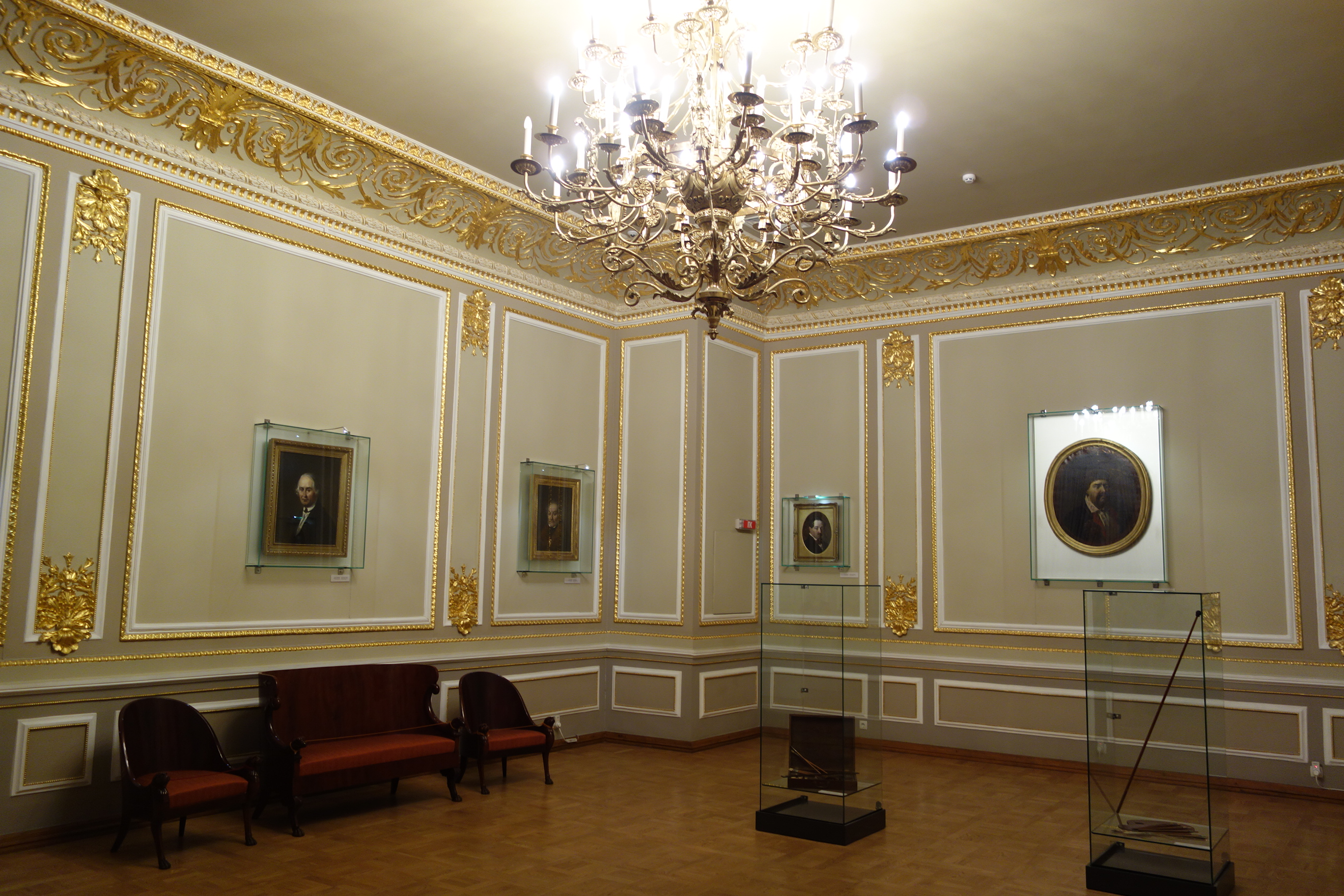
Una delle sale espositive

Il nucleo originale del museo nacque poco dopo la morte di Taras Hryhorovyč Ševčenko avvenuta a San Pietroburgo nel 1861 e già attorno al 1897 la collezione, che si trovava a Charkiv era diventata importante. Nel 1926 in quella città fu fondato l'Istituto Ševčenko che ospitò la collezione sino al 1940, quando venne fondato il museo a Kiev. Dopo la sua fondazione vi furono trasferiti altri materiali e reperti ma lo scoppio della seconda guerra mondiale bloccò l'iniziativa e diverse opere furono evacuate a Novosibirsk in Siberia. Il museo è stato poi aperto in un palazzo appositamente dedicato il 24 aprile 1949. Dal 1982 al 1989 il museo è stato chiuso per lavori di ristrutturazione e dal 2001 il museo ha ottenuto lo status di museo nazionale. Nel 2014 il museo è stato nuovamente ristrutturato ed è divenuto un moderno centro di cultura e arte.

## Descrizione
La sede del museo si trova in un palazzo storico risalente alla prima metà del XIX secolo posto in viale Ševčenko nel centro cittadino. Nel 1875 fu acquistato dal ricco filantropo Mykola Tereshchenko e restaurato secondo lo stile rinascimentale italiano dagli architetti Peter Fedorov e Ronald Tustanovsky. Conserva più di 4 000 reperti che comprendono 800 dipinti originali, ritratti, immagini e incisioni, oltre ad altri oggetti personali e copie dei manoscritti del poeta, scrittore, umanista e pittore ucraino Taras Hryhorovyč Ševčenko.